# Porte de Thonon

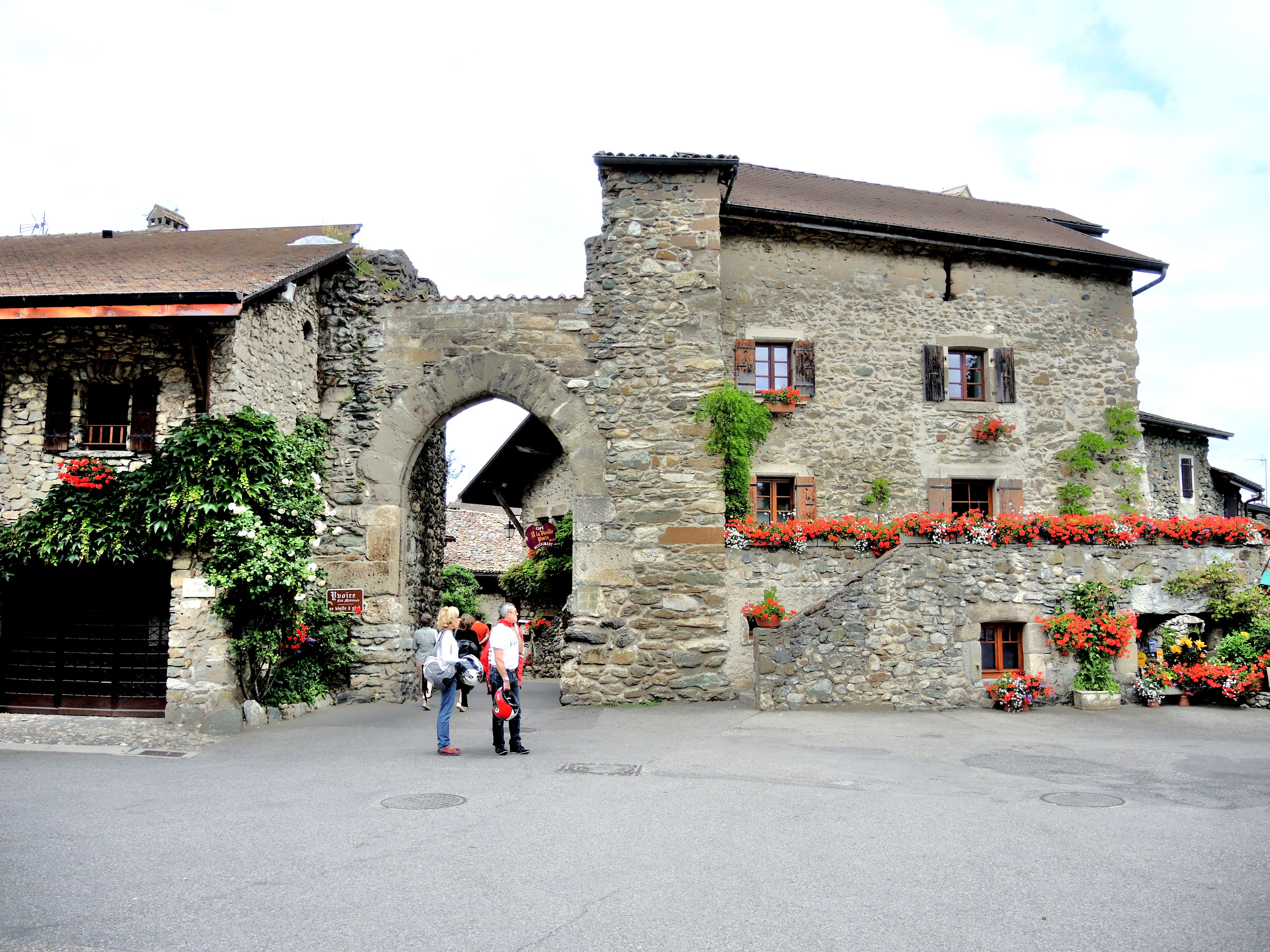
porte de Rovorée.

La porte de Rovorée est une porte située à Yvoire, en France.

## Localisation
la porte est située dans le département français de la Haute-Savoie, sur la commune d'Yvoire.

## Historique
L'édifice est classé au titre des monuments historiques en 1981.